# قصر الزهراء (تطاوين)
قصر الزهراء هو قصر تونسي وهو معلم أثري مصنف من المعهد الوطني للتراث بتاريخ 26 يناير 2024 وهو موجود بالتحديد في ولاية تطاوين.

## الموقع
يقع المعلم الأثري في منطقة جبلية عند سفح جبل أبيض، ويعتبره عبد الصمد زايد قصرا جبليا وإن لم يكن للموقع طابع دفاعي.
ويوجد في جوار القصر العديد من معاصر الزيت والأضرحة، بما في ذلك ضريح سيدي إبراهيم الزيتريني.

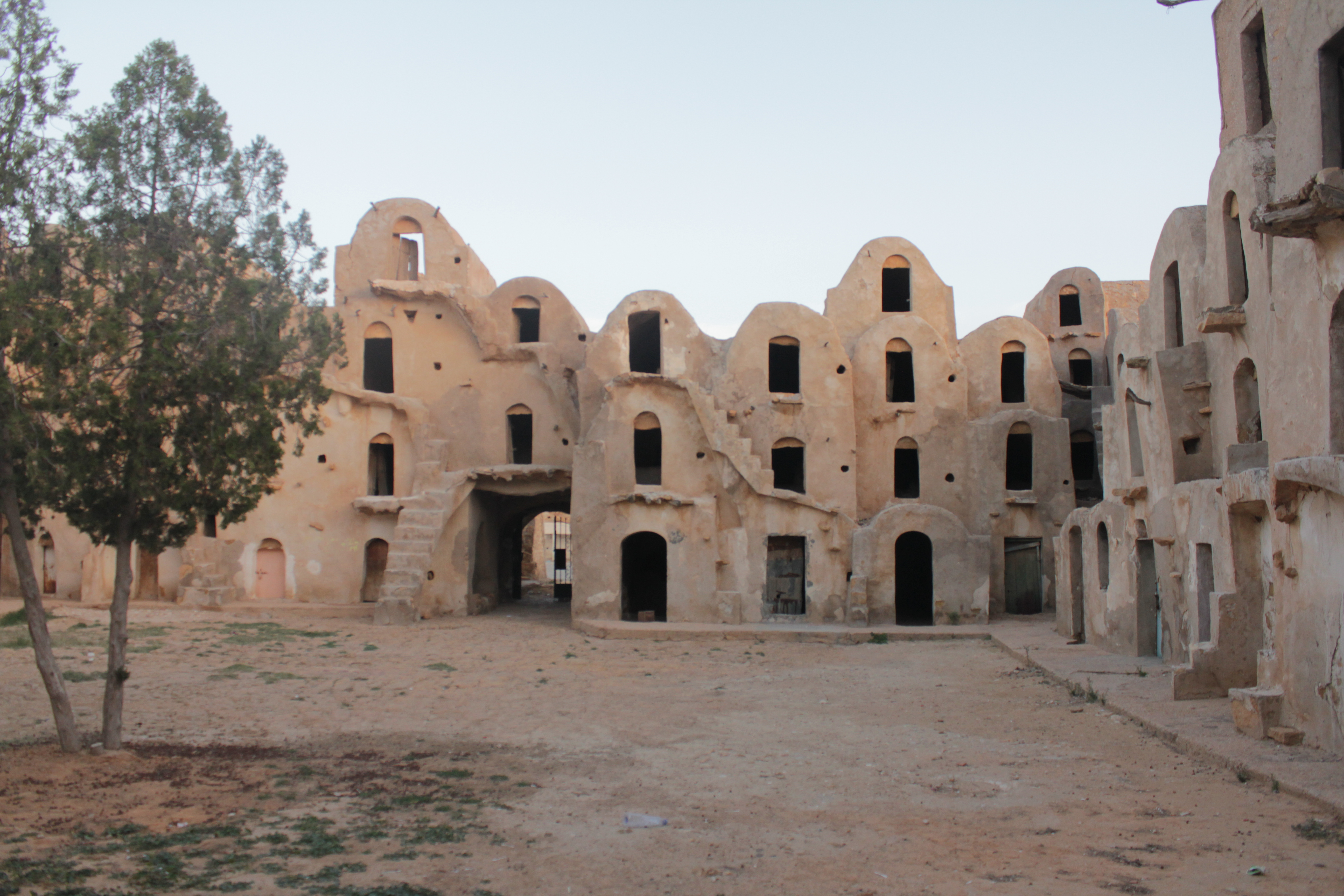
منظر لفناء الجزء القديم من القصر
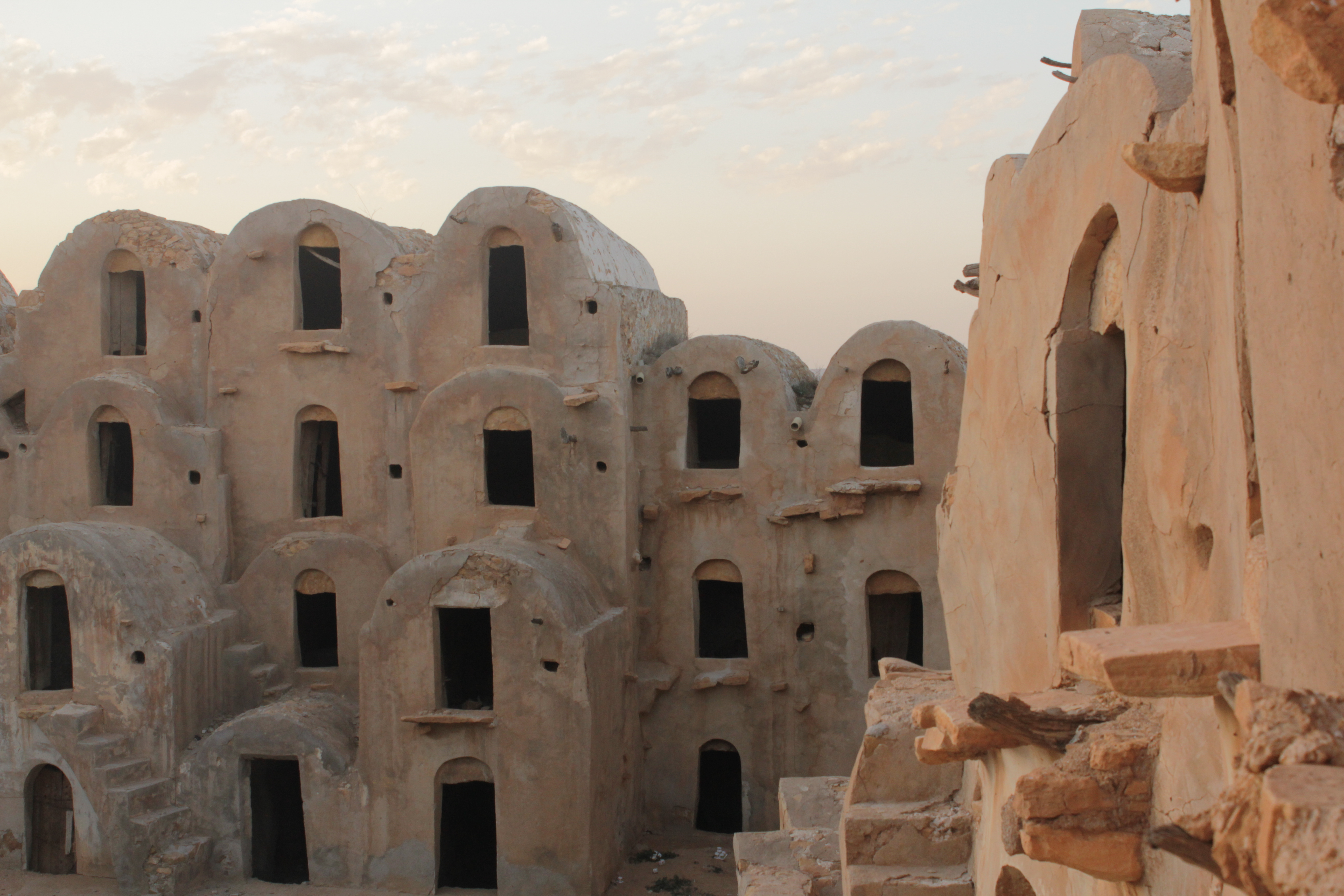
نظرة عامة على الغرف من الأرضية.
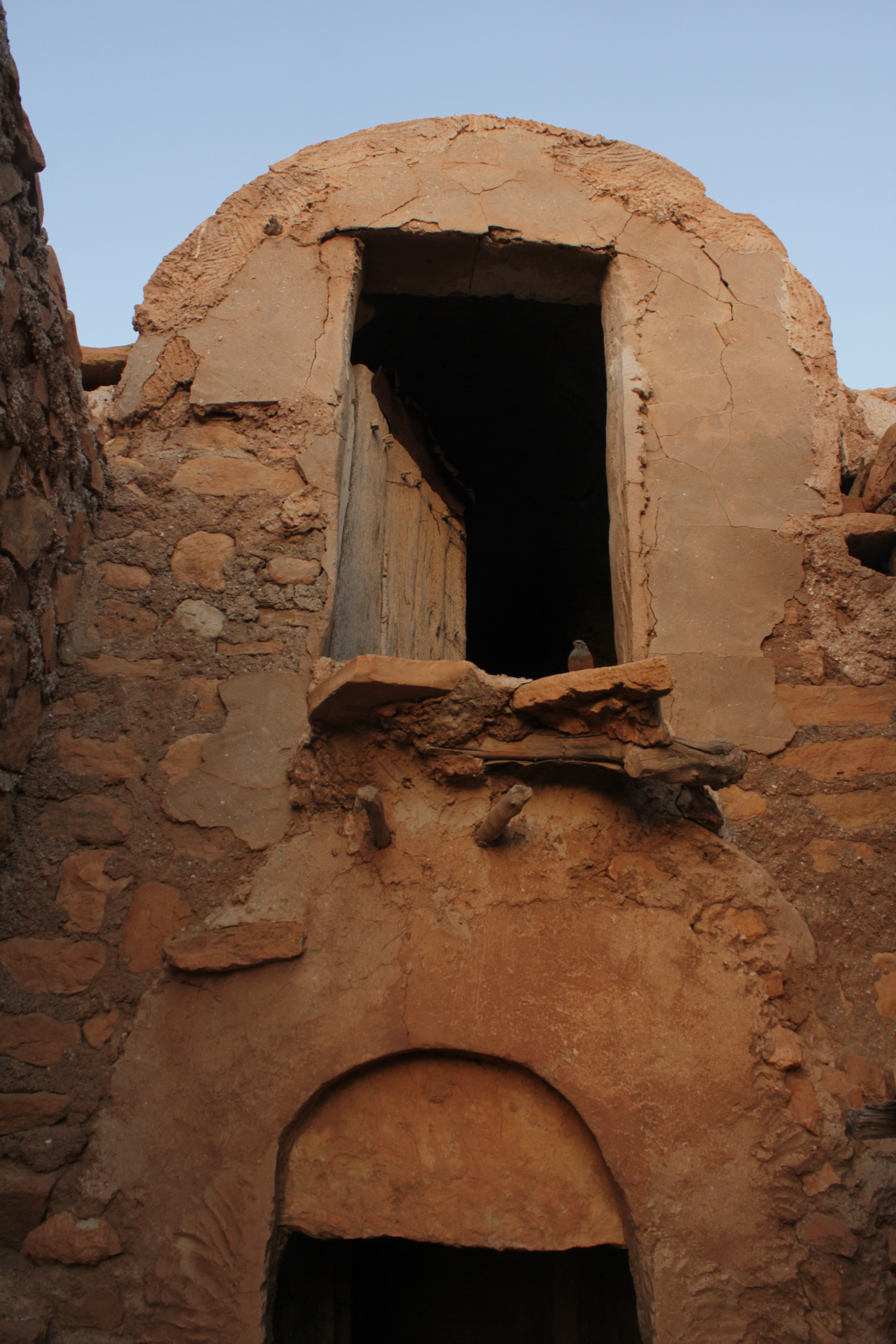
مدخل للغرفة.
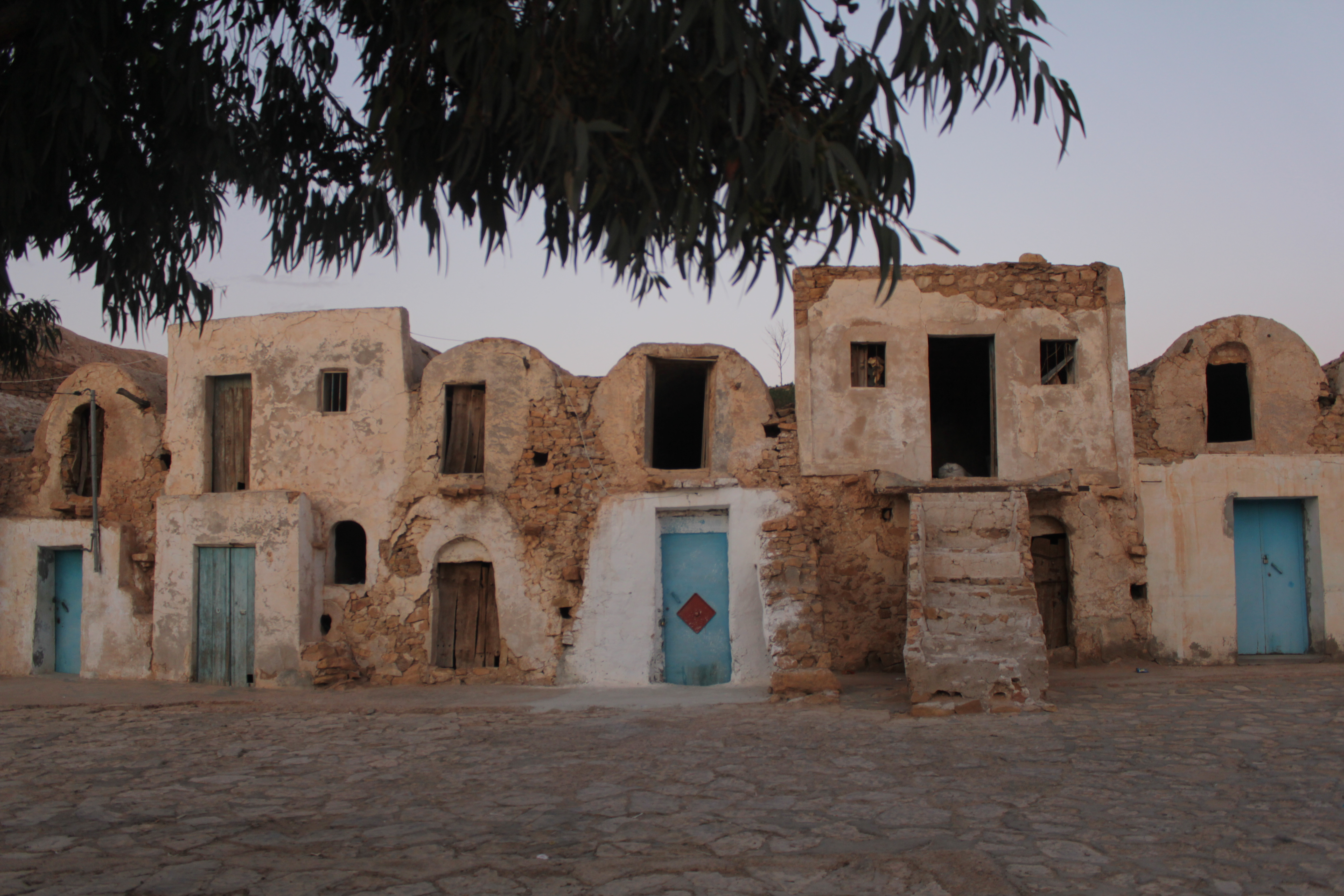
واجهة الجزء الأخير.